# Vinh Sơn Nguyễn Mạnh Hiếu
Vinh Sơn Nguyễn Mạnh Hiếu (tên tiếng Anh thông dụng: Vincent Nguyen; sinh 1966) là một Giám mục Công giáo người Việt, hiện giữ chức Giám mục phụ tá Tổng giáo phận Toronto, Canada. Ông là người Việt đầu tiên làm Giám mục tại Canada.

## Tiểu sử
Giám mục Nguyễn Mạnh Hiếu sinh ngày 8 tháng 5 năm 1966 tại Gia Định, Sài Gòn, trong một gia đình gồm 9 người con, 7 trai 2 gái. Ông là người con thứ 6 trong gia đình. , thuộc dòng tộc một trong các thánh tử đạo Việt Nam. Thân phụ ông là Vinh Sơn Nguyễn Thế Tấn, còn được gọi là ông cố Đốc, còn thân mẫu ông là bà Maria Đặng Thị Phượng, nguyên quán thuộc giáo xứ Giáp Nam, xã Hải Phương, huyện Hải Hậu, tỉnh Nam Định, thuộc giáo phận Bùi Chu. Sau một thời gian, nhận thấy cuộc sống nơi thành phố đô hội không mấy thích hợp và thuận tiện cho công ăn việc làm, vì thế ông bà lại đem gia đình về lập nghiệp tại vùng Hố Nai, Biên Hòa, mong sao là chốn “đất lành chim đậu”. Năm 1972, gia đình đã di chuyển lên giáo xứ Phú Long, giáo phận Ban Mê Thuột, và mẹ của ông đã qua đời vào năm 1979 tại giáo xứ Phú Long này, trong khi cha thì chuyển về sống tại giáo xứ Thánh Tâm, giáo phận Ban Mê Thuột vào năm 1989 và đã qua đời vào năm 2003. 
Năm 17 tuổi (1983), ông rời Việt Nam và đến Canada vào năm 1984, thông qua nước thứ ba là Nhật Bản. Tại Canada, ông theo học ngành điện ứng dụng tại Đại học Toronto với bằng kỹ sư. Năm 1993, ông gia nhập Đại chủng viện thánh Augustine tại Toronto và đậu Thạc sĩ thần học tại đây. Ngày 9 tháng 5 năm 1998, ông được thụ phong linh mục thuộc tổng giáo phận Toronto. Sau đó, linh mục Hiếu lần lượt đảm nhận các công tác quản xứ tại nhiều giáo xứ thuộc tổng giáo phận này từ năm 1998 – 2005 như phụ tá linh mục giáo xứ Thánh Patrick "Mississauga" (1998 – 2001), quản trị viên của giáo xứ Thánh Monica tại Toronto (2001 – 2003) và linh mục giáo xứ Thánh Cecilia và Các Thánh Tử Đạo Việt Nam tại Toronto (2003 – 2005).
Từ năm 2005, ông được cử đi Roma du học và đậu cử nhân giáo luật tại Đại học Giáo hoàng thánh Tôma Aquinô năm 2008. Trở về Canada, ông làm phó đại diện tư pháp Tổng giáo phận Toronto. Tháng 10 năm 2009, ông được chọn làm Đại diện Tư pháp kiêm Chưởng ấn.
Ngày 6 tháng 11 năm 2009, Giáo hoàng Biển Đức XVI bổ nhiệm linh mục Vinh Sơn Nguyễn Mạnh Hiếu làm Giám mục hiệu tòa Ammaedara, phụ tá Tổng giáo phận Toronto. Lễ tấn phong cử hành vào ngày 13 tháng 1 năm 2010 tại Nhà thờ chính tòa Thánh Micae của Tổng giáo phận Toronto.
Tổng giáo phận Toronto, là giáo phận lớn nhất tại Canada với gần 1,9 triệu tín đồ trên tổng số 5.560.000 triệu dân và Vinh Sơn Nguyễn Mạnh Hiếu là Giám mục gốc Á đầu tiên tại Canada. Cho đến trước tháng 9 năm 2011, ông cũng là Giám mục trẻ nhất Canada (hiện nay Giám mục trẻ nhất Canada là ông Thomas Dowd).

## Đánh giá
Linh mục Terence Fay, tác giả của cuốn sách "New Faces of Canadian Catholics: The Asians", xem việc bổ nhiệm cha Nguyễn là một cơ hội lịch sử. Thêm nữa, linh mục Fay cho rằng: "Giáo hội đã nhận thấy sự cần thiết phải có các Giám mục gốc Á và chính bản thân cộng đồng cũng vậy. Sự phát triển của giáo hội gần đây đến từ lượng người nhập cư và người Cadana gốc Á đã cảm thấy có sự phân biệt đối xử."
Linh mục Thomas Rosica, Giám đốc điều hành mạng lưới truyền hình Salt and Light Catholic (Muối và Ánh sáng) ca ngợi kỹ năng của Giám mục Nguyễn Mạnh Hiếu và cho biết: "Ông có sự kết hợp của tuổi trẻ, trí thông minh, sự thánh thiện và khả năng xã giao với công chúng".

## Sách chuyên khảo
- Lambert M Surhone, Mariam T Tennoe, Susan F Henssonow, Vincent Nguyen, ISBN 6135006657, 9786135006650, Betascript Publishing, 2011
- Terence Fay, New Faces of Canadian Catholics: The Asians, ISBN 2896461485, Novalis Publishing; First edition (ngày 30 tháng 9 năm 2009)